# Пространство Минковского (метрическая геометрия)
Пространство Минковского — метрическое пространство, которое получается из конечномерного нормированного пространства с функцией расстояния {\displaystyle d(x,\;y)=\|y-x\|}.
Названа в честь Минковского.
Эквивалентно, пространство Минковского можно определить как конечномерное вещественное аффинное пространство, снабжённое метрикой, которая инвариантна относительно всех параллельных переносов.

## Вариации и обобщения
- плоскость Бенца